# Mattaure
Mattaure är en sjö i Arjeplogs kommun i Lappland och ingår i Umeälvens huvudavrinningsområde. Sjön har en area på 0,395 kvadratkilometer och ligger 597,3 meter över havet. Mattaure ligger i Laisälven Natura 2000-område. Sjön avvattnas av vattendraget Mattaurjåkkå.

## Delavrinningsområde
Mattaure ingår i det delavrinningsområde (733892-154017) som SMHI kallar för Utloppet av Mattaure. Medelhöjden är 706 meter över havet och ytan är 55,27 kvadratkilometer. Räknas de 5 avrinningsområdena uppströms in blir den ackumulerade arean 115,24 kvadratkilometer. Mattaurjåkkå som avvattnar avrinningsområdet har biflödesordning 5, vilket innebär att vattnet flödar genom totalt 5 vattendrag innan det når havet efter 419 kilometer. Avrinningsområdet består mestadels av skog (62 procent), sankmarker (11 procent) och kalfjäll (25 procent). Avrinningsområdet har 1,3 kvadratkilometer vattenytor vilket ger det en sjöprocent på 2,4 procent.